# Патешки истории (сериал, 2017)
„Патешки истории“ (на английски: DuckTales) е американски анимационен сериал, създаден от Мат Юнгбърг и Франсиско Ангонес за Disney XD. Разработен в Disney Television Animation, базиран на оригиналния сериал от 1987 г.

## Сюжет
След като не си говорят от 10 години, Скрудж Макдък и Доналд Дък се обединяват, след като Доналд оставя на Скрудж трите си племенника – Хюи, Дюи и Луи да ги гледа за деня. Присъствието на трите племенника събужда чувството за приключение в Скрудж, вследствие на което отиват на много експедиции за търсене на съкровища и откриване на нови земи. Междувременно, племенниците се запознават с Уеби Вандъркуак и се опитват да разкрият мистерията, криеща се зад загадъчното изчезване на тяхната майка – Дела Дък

## Актьорски състав
- Дейвид Тенант в ролята на Скрудж Макдък
- Дани Пуди в ролята на Хюи
- Бен Шварц в ролята на Дюи
- Боби Мойнъхан в ролята на Луи
- Кейт Микучи в ролята на Уеби Вандъркуак
- Бек Бенет в ролята на капитан Плок Макквак
- Токс Олагундойе в ролята на г-жа Клюмвия
- Тони Анселмо в ролята на Доналд Дък
- Кийт Фъргюсън в ролята на Флинтхарт Глъмголд
- Марго Мартиндейл в ролята на Мама Бийгъл

## „Патешки истории“ в България
В България е излъчен трейлър по Disney Channel с български дублаж. Излъчването на премиерния епизод ще бъде на 6 април 2018 г.
Дублажът е нахсинхронен в Александра Аудио. Ролите се озвучават от артистите Татяна Етимова, Симона Нанова, Василка Сугарева, Лина Шишкова, Сава Пиперов, Владимир Зомбори, Петър Бонев, Живко Джуранов, Диян Русев, Петър Върбанов, Георги Стоянов и други.